# Unverfälschter Test
Ein unverfälschter Test ist ein spezieller statistischer Test in der Testtheorie, einem Teilgebiet der mathematischen Statistik. Unverfälschte Tests zeichnen sich dadurch aus, dass die Wahrscheinlichkeit, einen Fehler erster Art zu begehen einen gewissen vorgegebenen Wert nicht überschreitet, sie aber gleichzeitig eine kleinere Wahrscheinlichkeit haben, einen Fehler zweiter Art zu begehen als der „triviale Test“, der eine rein zufällige Entscheidung auslost.

## Definition
Gegeben sei ein Test {\displaystyle \Phi } mit Nullhypothese {\displaystyle \Theta _{0}} und Alternative {\displaystyle \Theta _{1}}. Sei
{\displaystyle G_{\Phi }(\vartheta ):=\operatorname {E} _{\vartheta }(\Phi )}
die Gütefunktion. Dann heißt {\displaystyle \Phi } ein unverfälschter Test zum Niveau {\displaystyle \alpha }, wenn
{\displaystyle G_{\Phi }(\vartheta _{0})\leq \alpha \leq G_{\Phi }(\vartheta _{1})\quad \mathrm {f{\ddot {u}}r\;alle\;} \vartheta _{0}\in \Theta _{0}{\text{ und alle }}\vartheta _{1}\in \Theta _{1}}
gilt. Somit sind die unverfälschten Schätzer zum Niveau {\displaystyle \alpha } genau die Schätzer zum Niveau {\displaystyle \alpha }, deren Trennschärfe immer über dem Niveau liegt.

## Verwendung
Unverfälschte Tests liefern eine gut begründete Einschränkung der Menge aller Tests zu einem vorgegebenen Niveau. Die Einschränkung auf unverfälschte Tests liefert damit beispielsweise stärkere Existenzaussagen für gleichmäßig beste Tests.
Zentrales Hilfsmittel für das Auffinden von gleichmäßig besten unverfälschten Tests sind die ähnlichen Tests.

## Asymptotisch unverfälschte Tests
Eine Abschwächung von unverfälschten Tests sind die asymptotisch unverfälschten Tests. Bei ihnen tritt die Unverfälschtheit erst im Grenzwert bei immer größeren Stichproben auf.

## Verwandte Begriffe
Der korrespondierende Begriff für Konfidenzbereiche im Sinne der Dualität von Tests und Konfidenzbereichen sind die unverfälschten Konfidenzbereich.